# Kapelle St. Meinrad (Bollingen)

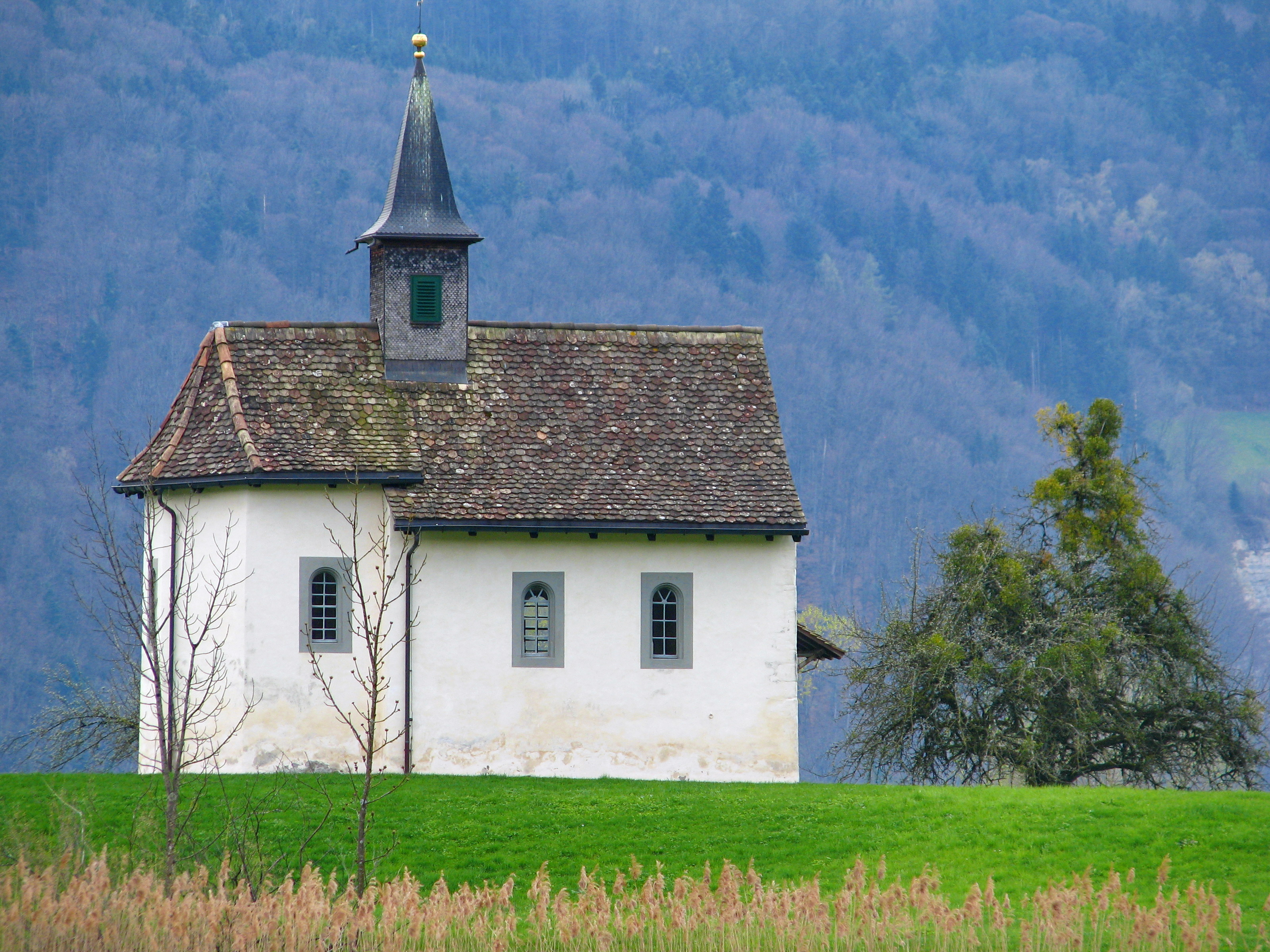
Kapelle St. Meinrad bei Bollingen

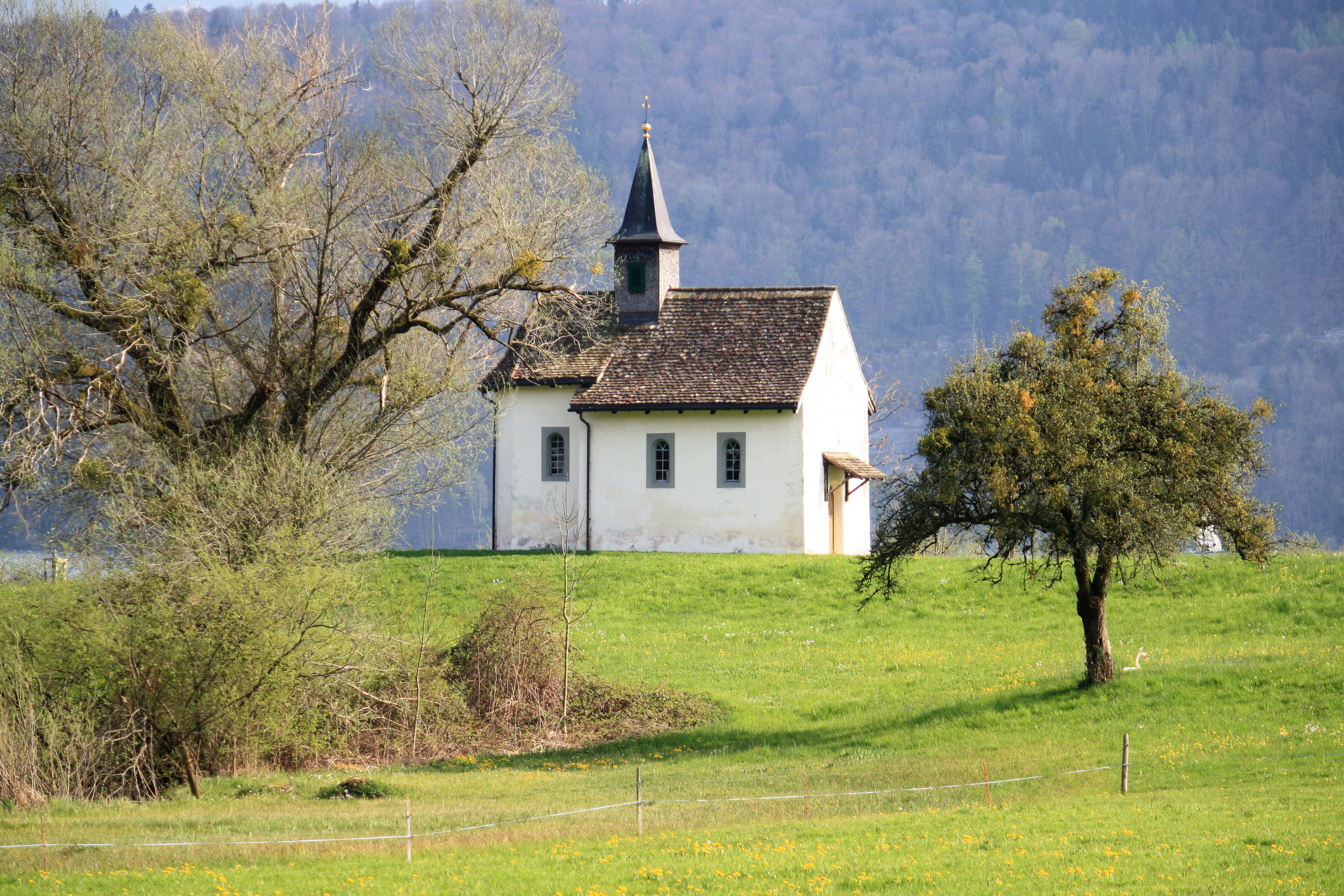
Lage der Kapelle

Die Kapelle St. Meinrad ist eine römisch-katholische Kapelle in Jona-Bollingen, einem Ortsteil der Schweizer Gemeinde Rapperswil-Jona im Kanton St. Gallen.

## Lage
Die Kapelle liegt ausserhalb des Kirchdorfes auf einer kleinen, in den oberen Zürichsee ragenden Landzunge, zwischen Bollingen und Schmerikon.

## Baugeschichte
Die frühgotische Kapelle aus dem 13. Jahrhundert ist dem hl. Meinrad geweiht. Erwähnt wird das Kirchengebäude erstmals im Jahr 1229 als Filialkirche des Klosters Rüti. Die erste urkundliche Erwähnung erfolgte in einer Urkunde, in der Rudolf I. von Rapperswil die Kirche dem Kloster Rüti überschrieb.
Von etwa 1250 bis 1267 dürfte die Kapelle dem dortigen Prämonstratenserinnen-Konvent als Klosterkirche gedient haben. Wenn auch im Detail bislang nicht geklärt, ist das Kloster Rüti als Doppelkloster der Prämonstratenser für Männer und Frauen eingerichtet worden, bis im Jahr 1283 auf Weisung des Generalkapitels hin, keine weiteren Schwestern aufgenommen wurden. 1257 stellte der Papst ein Erbprivileg aus, das dem Propst und Konvent erlaubte, Erbschaften anzunehmen, welche den Brüdern und Schwestern des Klosters zufielen. Dies ist bis zum Entscheid im Jahr 1283 der erste und einzige Hinweis auf ein Doppelkloster. Ob und wie der genannte Frauenkonvent von Rüti mit dem von Rudolf von Rapperswil gegründeten Kloster Bollingen zusammenhängt, das spätestens 1259 Rüti unterstellt – und 1267 dem Kloster Mariazell-Wurmsbach eingegliedert wurde – oder gar mit diesem identisch ist, ist bislang ungeklärt.

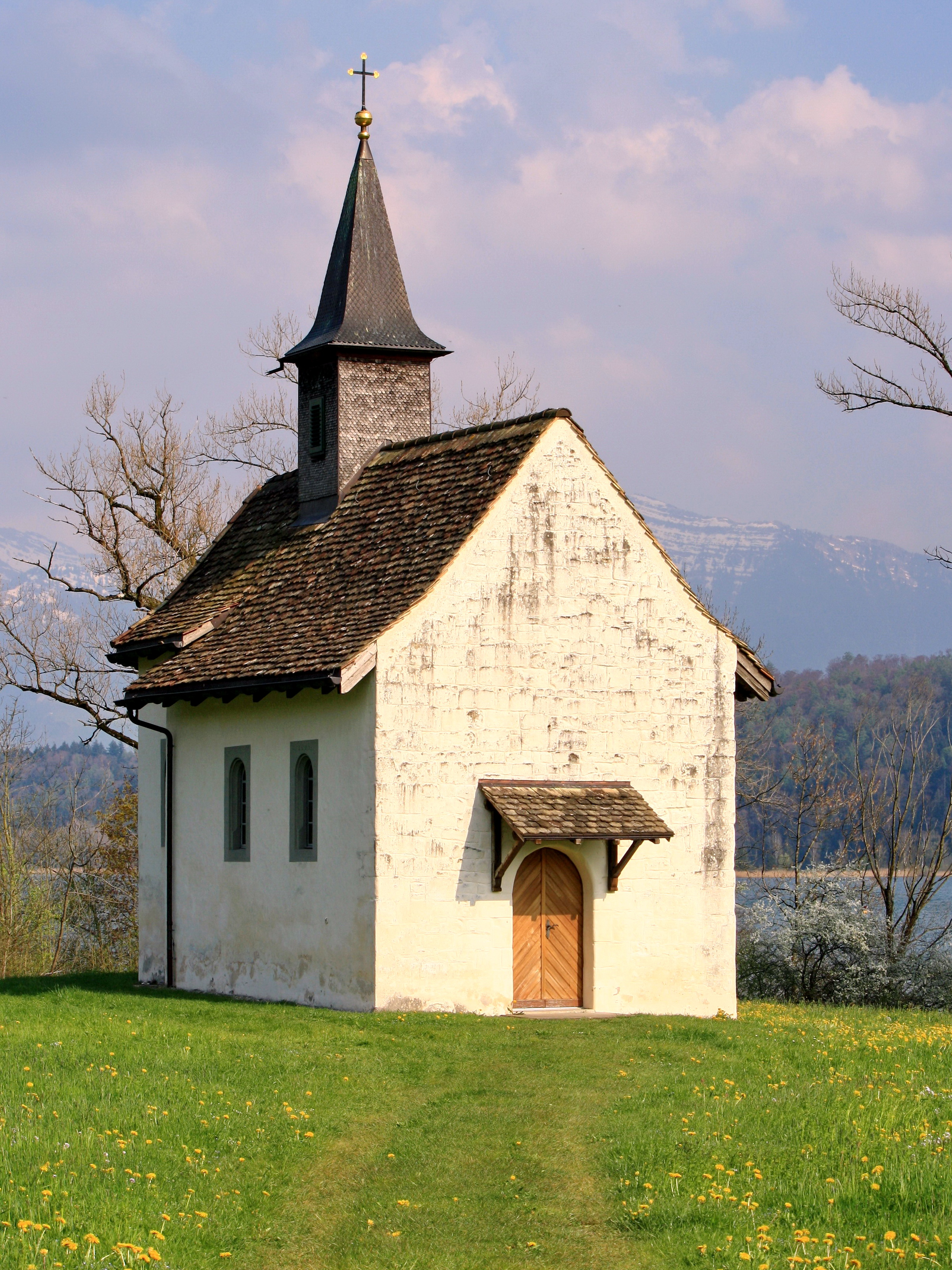
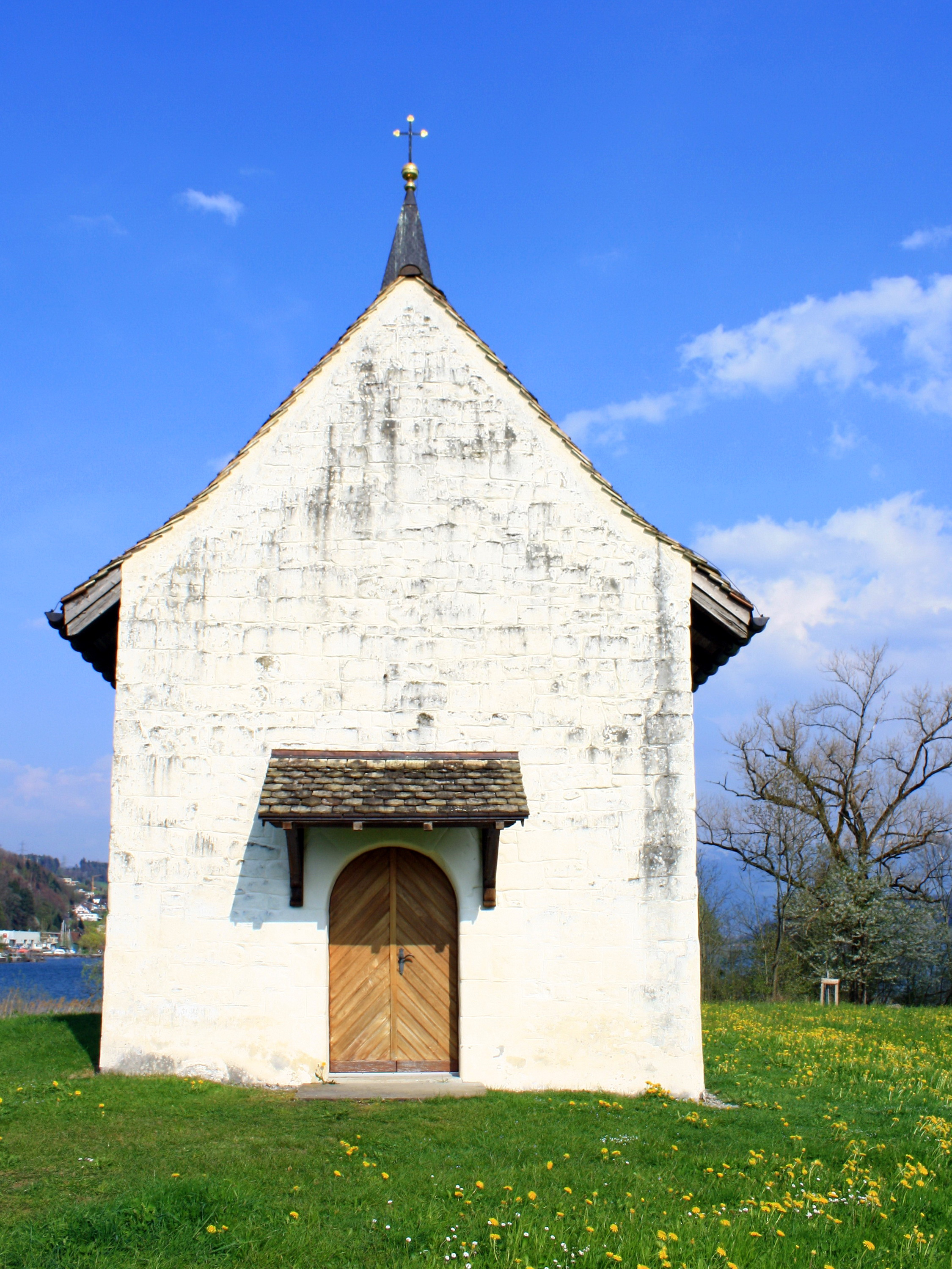
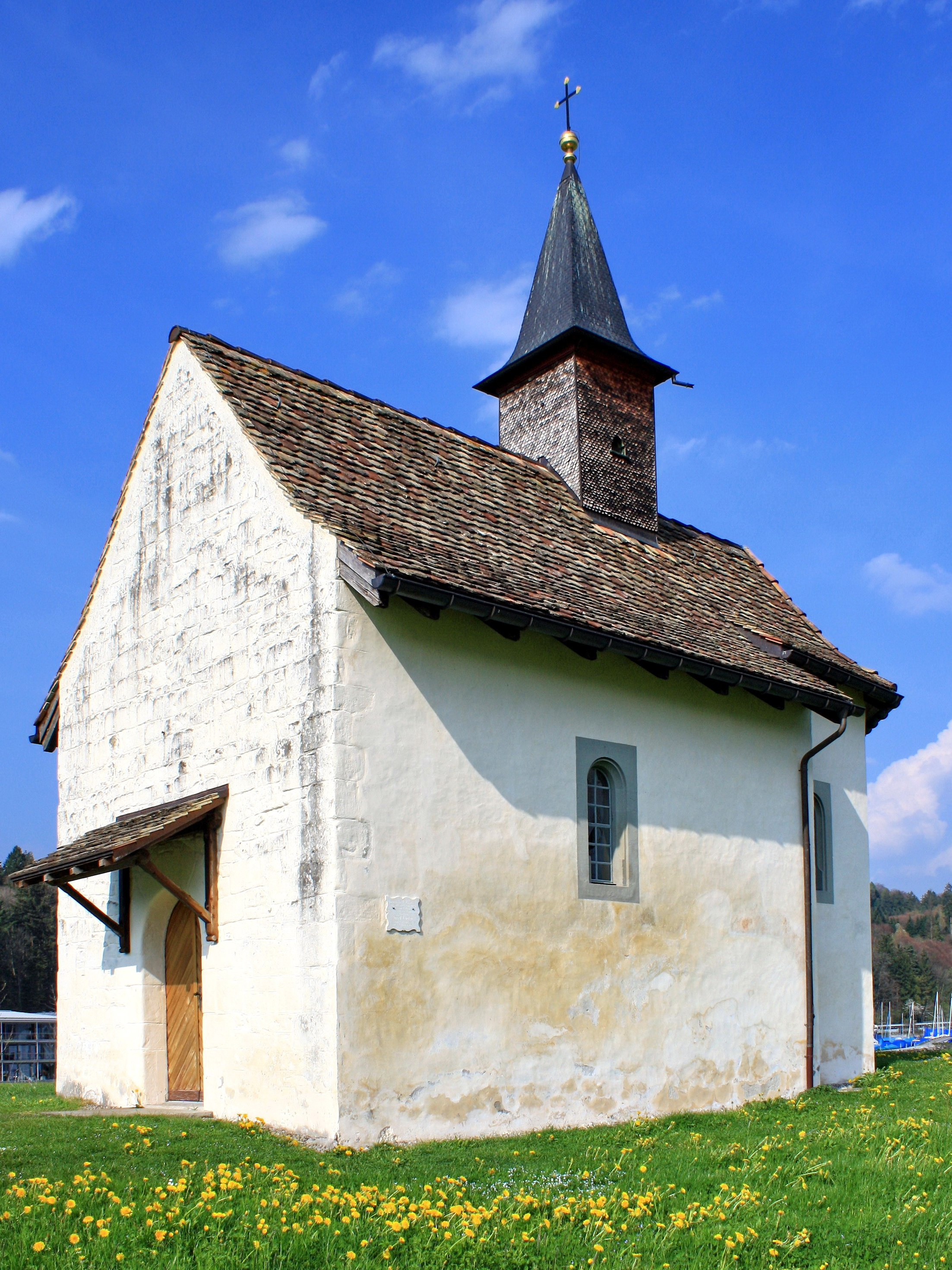
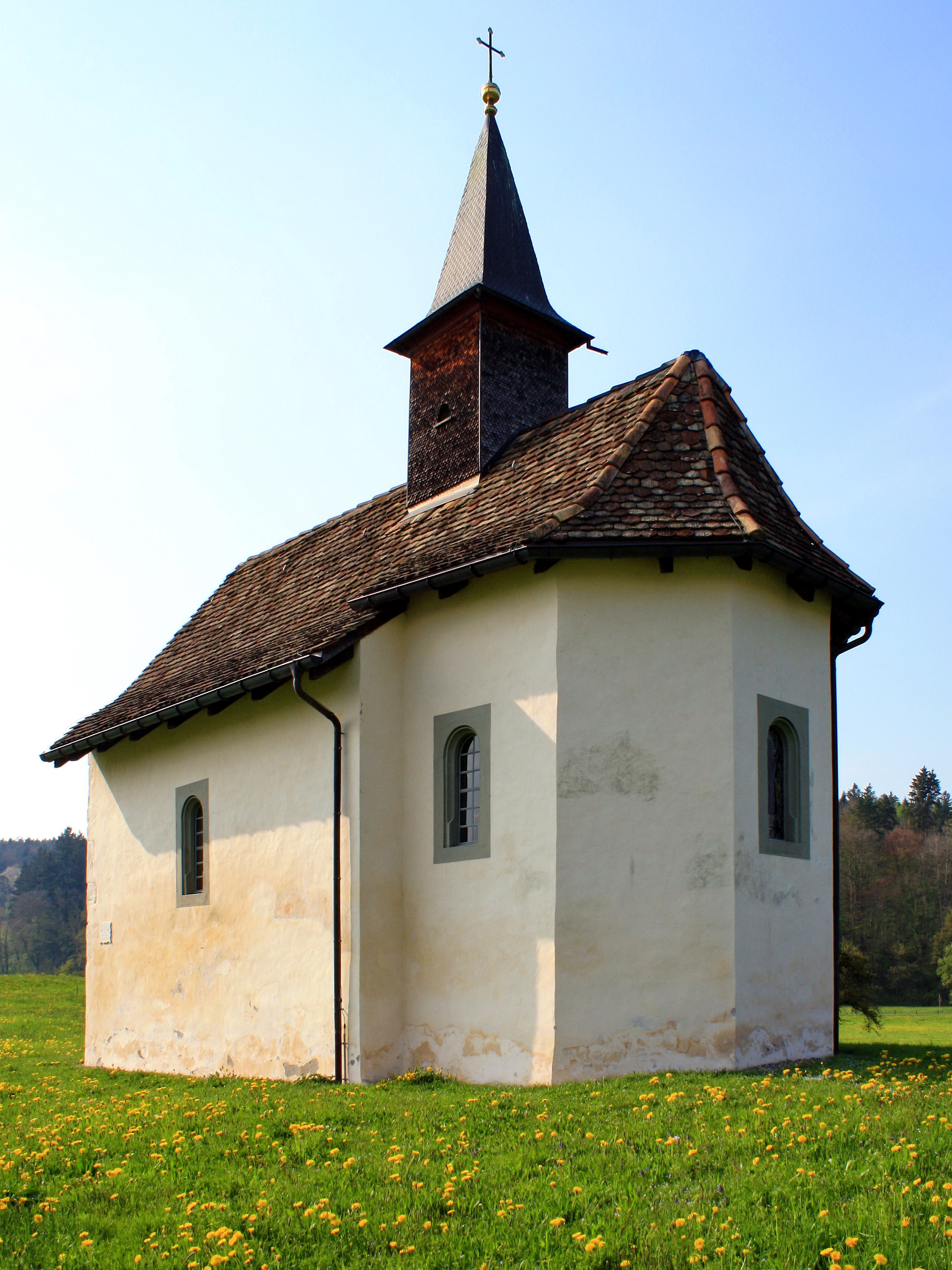

1627 entstand das Kirchengebäude in seiner heutigen Form, mit einem Dachreiter und einem polygonalen Chorabschluss.